# (12224) Jimcornell
(12224) Jimcornell (1984 UN2) – planetoida z pasa głównego asteroid okrążająca Słońce w ciągu 4,97 lat w średniej odległości 2,91 j.a. Odkryta 19 października 1984 roku.